# Elsa von Freytag-Loringhoven

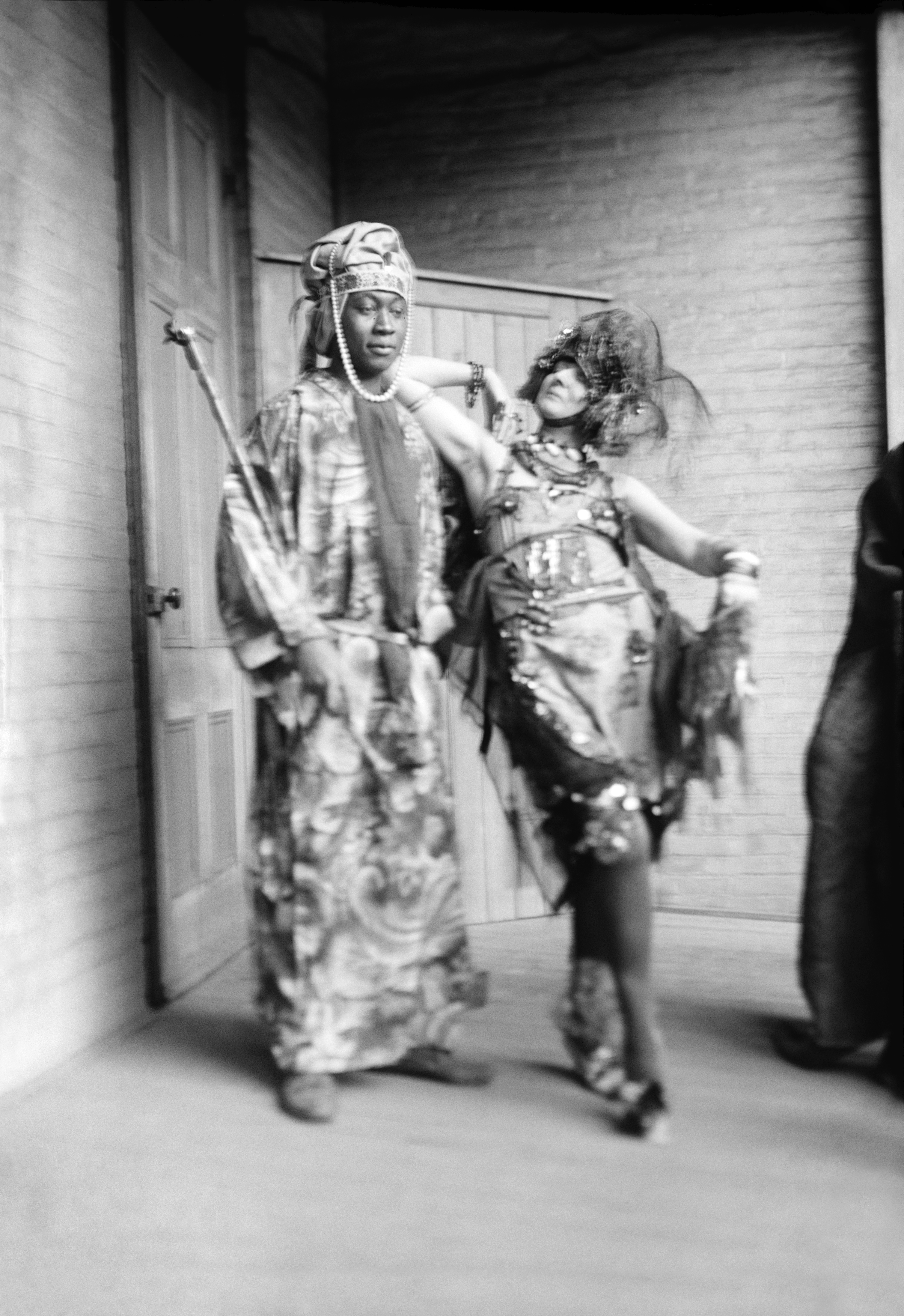
Elsa von Freytag-Loringhoven och Claude McKey

Elsa von Freytag-Loringhoven, ursprungligen Else  Hildegard Plötz  född 12 juli 1874 i Swinemünde, i dåvarande Tyskland, död 15 december 1927 i Paris, var en tyskfödd amerikansk dadaistisk konstnär och poet.

## Levnad
Elsa von Freytag-Loringhoven var dotter till byggnadsarbetaren Adolf Plötz och Ida Marie Kleist. Hon utbildade sig till skådespelare och revyartist och senare i konst i Dachau. Hon gifte sig 1901 med arkitekten August Endell från Berlin och levde i ett öppet förhållande med honom. År 1902 inledde hon ett förhållande med Endells vän, poeten och översättaren Felix Paul Greve (senare den kanadensiske författaren Frederick Philip Grove). Hon följde 1910 Greve till Nordamerika, där de först drev ett litet lantbruk i Sparta i Kentucky. Felix Paul Greve (då Philip Grove) lämnade henne året därpå och hon började arbeta som modell för konstnärer, först i Cincinnati. I november 1913 gifte hon sig med den tyske baronen Leopold von Freytag-Loringhoven, son till general Hugo von Freytag-Loringhoven, i New York och framträdde där som den dadaistiska poeten Baronessan Elsa von Freytag-Loringhoven.

## Konstnärsliv
I New York arbetade hon på en cigarettfabrik när hon inte poserade som modell framför konstnärer som Louis Bouché, George Biddle och Man Ray. Därutöver framträdde hon i verk av bland andra Man Ray och George Granthan Bain, i litografier av George Biddle och tavlor av Theresa Bernstein.
Som poet hade hon en plattform i The Little Review där hon med början 1918 fick verk publicerade bredvid bland annat James Joyces Odysseus. Jane Heap såg henne som den "första amerikanska dadan", och hon var en pionjär inom ljudpoesi. Hon använde sig ofta av tankstreck, och hennes teleskopordsverk som Kissambushed och Phalluspistol utgjorde i sig miniatyrdikter. De flesta av hennes dikter publicerades inte förrän Body Sweats gavs ut, 84 år efter hennes död.
Hon framställde även skulpturer och målningar av det skräp och avfall som hon hittade på gatorna. Hon skapade gärna klädkostymer från föremål hon hittat för att därigenom bli vad som ansågs som ett 'levande konstverk'. Ett exempel på hennes färdiggjorda konststycken upptäcktes på Whitney Museum i New York 1996, Portrait of Marcel Duchamp. Dessutom var hon delaktig i New Yorks dada-rörelse genom sitt samarbete med Morton Schamberg och skulpturen Gud från 1917.
År 1923 återvände hon till Berlin där hon trodde att förutsättningarna för att tjäna pengar var bättre. Det Tyskland hon fann var dock ett ruinerat efterkrigstyskland. Trots svårigheterna i Weimartyskland stannade hon där i fattigdom. Flera vänner i gemenskapen av amerikaner i exil, främst Djuna Barnes, Berenice Abbott och Peggy Guggenheim, erbjöd känslomässigt och ekonomiskt stöd. Sina sista år tillbringade hon i Paris, där hennes mentala stabilitet förbättrades. Hon dog 1927 under oklara omständigheter. 
Som konstnär är von Freytag-Loringhoven representerad vid bland annat Museum of Modern Art och Metropolitan Museum, 

## Upphovsperson tillFountain
Marcel Duchamp började omkring 1950 hävda, långt efter Elsa von Freytag-Loringhovens död, att urinoaren som lämnades in till Society of Independent Artists första salong i New York juni 1917 (av pseudonymen R.Mutt från Philadelphia) som konstverket Fountain, var hans skapelse, vilket också har accepterats av konstvärlden. Att den också har tillkommit i den dadaistiska i New York, i vilken både Marcel Duchamp och Elsa von Freytag-Loringhoven ingick, är också tämligen klart. Ett foto av Fountain, som tagits av Alfred Stieglitz, publicerades också efter utställningen, tillsammans med ett manifest om detta objekts rätt att betraktas som konstverk, i gruppens kortvariga tidskrift The Blind Man. Under senare år har det dock ifrågasatts att det skulle ha varit Marcel Duchamp som låg bakom aktionen, snarare Elsa von Freytag-Loringhoven.
Urinoaren som föremål för konst, menar Elsa von Freytag-Loreinghovens biograf Irene Gammel, är mer i linje med Freytag-Loringhovens skatologiska estetik än Duchamps. Duchamp skriver dessutom i ett brev till sin syster Suzanne i samband med utställningen 1917 att en kvinnlig vän, senare identifierad som Elsa von Freytag-Loringhoven, sänt honom urinoaren för medverkan i utställningen.
Museerna har dock avstått från att ta upp denna fråga om upphovsperson. Så har till exempel Museum of Modern Art som äger en av Marcel Duchamp auktoriserad replik inte kommenterat den ifrågasatta "äktheten" i den nyligen av museet publicerade, uppdaterade upplagan av Calvin Tomkins Duchamp-biografi.

## Litterär verksamhet
I april 1921 utgav Marcel Duchamp och Man Ray det första och enda numret av en liten fyra sidor tunn tidskriftspublikation kallad New York Dada, där de bland annat knöt an till den europeiska dadaismen genom en specialskriven artikel av Tristan Tzara. Den fjärde och sista sidan utgjordes av en lång dikt av Elsa Baroness von Freytag-Loringhoven tillsammans med två små uppochner-vända foton av henne och en liten tvärvänd annons om en dadautställning på 19 East 47th Street. På svenska presenterades Elsa von Freytag-Loringhoven både som konstnär och poet av Tom Sandqvist år 1984. Samtidigt publicerades två dikter i översättning, dels ett utdrag ur dikten Mineself - Minesoul - and - Mine Cast-Iron Lover, och dels en dikt om relationen mellan henne och Marcel Duchamp, Love - Chemical Relationship. Hennes samlade poesi utgavs annars i bokform först 2011 under den hudnära titeln Body Sweats. The New York Times omnämner denna bok som "vild" och von Freytag-Loringhoven själv som "livsstilsradikal".

### Litterärt verk
- Body Sweats: The Uncensored Writings of Elsa von Freytag-Loringhoven (Cambridge, USA: MIT Press, 2011)

#### På svenska
- ["Dikter"]. Ingår i tidskriften café Existens, nr 24, 1984, s. 33–36.

## Biografi
- Irene Gammel: Baroness Elsa - Gender, Dada, and Everyday Modernity. A Cultural Biography (Cambridge, USA: MIT Press 2002)
- Irene Gammel / Suzanne Zelazo (red.): Introduction. Ingår i Body Sweats (2011)
- Georges Hugnet: The Dada Spirit in Painting. Ingår i Robert Motherwell: The Dada Painters and Poets (1951, 1989), s. 185–86, 218)
- Tom Sandqvist: Dadaisten som försvann. Ingår i tidskriften café Existens, nr 24, 1984, s. 24–32.